# Pilskie Towarzystwo Piłki Siatkowej 2019-2020
Questa voce raccoglie le informazioni riguardanti il Pilskie Towarzystwo Piłki Siatkowej nelle competizioni ufficiali della stagione 2019-2020.

## Organigramma societario
Area direttiva
- Presidente: Radosław Ciemięga

Area tecnica
- Allenatore: Mirosław Zawieracz
- Allenatore in seconda: Mateusz Czerwiński

## Rosa
| N° | Nome                | Ruolo | Data di nascita  | Nazionalità sportiva |
| -- | ------------------- | ----- | ---------------- | -------------------- |
| 1  | Judyta Gawlak       | C     | 6 novembre 1990  | Polonia              |
| 2  | Paula Słonecka      | S     | 9 aprile 1992    | Polonia              |
| 4  | Karolina Bednarek   | C     | 31 ottobre 1988  | Polonia              |
| 7  | Rozalia Hnatyszyn   | S     | 17 agosto 2000   | Polonia              |
| 8  | Magdalena Saad      | L     | 14 maggio 1985   | Polonia              |
| 11 | Gabriela Ponikowska | C     | 20 maggio 1993   | Polonia              |
| 14 | Emilia Kajzer       | P     | 10 marzo 1992    | Polonia              |
| 16 | Olga Markiewicz     | S     | 1º giugno 1999   | Polonia              |
| 17 | Aleksandra Kazała   | S     | 12 luglio 1996   | Polonia              |
| 19 | Marta Janiszewska   | O     | 29 luglio 2000   | Polonia              |
| 20 | Anna Pawłowska      | L     | 22 febbraio 1998 | Polonia              |
| 21 | Oliwia Urban        | S     | 21 novembre 1996 | Polonia              |
| 22 | Sylwia Kucharska    | P     | 8 novembre 1995  | Polonia              |
| 23 | Żaneta Baran        | O     | 23 agosto 1989   | Polonia              |
| -  | Daria Dąbrowska     | S     | 15 giugno 1996   | Polonia              |

## Risultati

### Liga Siatkówki Kobiet

#### Girone di andata
| 1ª giornata - 12 ottobre 2019 Hala Policach, Police     | Chemik Police  | 3 - 0 | PTPS               | 25-13, 25-15, 25-18        |
| 2ª giornata - 19 ottobre 2019 Hala MOSiR, Piła          | PTPS           | 3 - 0 | BKS                | 25-22, 25-19, 25-22        |
| 3ª giornata - 27 ottobre 2019 Łódź Sport Arena, Łódź    | ŁKS            | 1 - 3 | PTPS               | 24-26, 22-25, 25-23, 14-25 |
| 4ª giornata - 9 novembre 2019 Hala MOSiR, Piła          | PTPS           | 1 - 3 | Kalisz             | 25-20, 22-25, 23-25, 19-25 |
| 5ª giornata - 18 novembre 2019 Hala MOSiR, Radom        | Radomka        | 0 - 3 | PTPS               | 25-27, 27-29, 21-25        |
| 6ª giornata - 24 novembre 2019 Łódź Sport Arena, Łódź   | Budowlani Łódź | 3 - 1 | PTPS               | 25-11, 20-25, 25-15, 25-17 |
| 7ª giornata - 29 novembre 2019 Hala MOSiR, Piła         | PTPS           | 1 - 3 | Legionovia         | 18-25, 25-21, 23-25, 22-25 |
| 8ª giornata - 22 dicembre 2019 Hala Orbita, Breslavia   | Wrocław        | 1 - 3 | PTPS               | 25-23, 23-25, 16-25, 22-25 |
| 9ª giornata - 10 dicembre 2019 Hala MOSiR, Piła         | PTPS           | 0 - 3 | Pałac Bydgoszcz    | 20-25, 22-25, 18-25        |
| 10ª giornata - 13 dicembre 2019 Arena Ursynów, Varsavia | Wisła Warszawa | 1 - 3 | PTPS               | 17-25, 23-25, 25-22, 18-25 |
| 11ª giornata - 22 ottobre 2019 Hala MOSiR, Piła         | PTPS           | 0 - 3 | Developres Rzeszów | 15-25, 22-25, 21-25        |

#### Girone di ritorno
| 12ª giornata - 30 ottobre 2019 Hala MOSiR, Piła            | PTPS               | 1 - 3 | Chemik Police  | 22-25, 26-24, 16-25, 21-25        |
| 13ª giornata - 8 gennaio 2020 Hala BKS Stal, Bielsko-Biała | BKS                | 1 - 3 | PTPS           | 25-21, 21-25, 25-27, 22-25        |
| 14ª giornata - 18 gennaio 2020 Hala MOSiR, Piła            | PTPS               | 1 - 3 | ŁKS            | 15-25, 22-25, 25-21, 15-25        |
| 15ª giornata - 25 gennaio 2020 Arena Kalisz, Kalisz        | Kalisz             | 2 - 3 | PTPS           | 23-25, 25-16, 22-25, 25-16, 15-17 |
| 16ª giornata - 29 gennaio 2020 Hala MOSiR, Piła            | PTPS               | 3 - 1 | Radomka        | 29-27, 25-19, 13-25, 29-27        |
| 17ª giornata - 1º febbraio 2020 Hala MOSiR, Piła           | PTPS               | 0 - 3 | Budowlani Łódź | 19-25, 23-25, 23-25               |
| 18ª giornata - 7 febbraio 2020 Arena Legionowo, Legionowo  | Legionovia         | 2 - 3 | PTPS           | 18-25, 25-23, 23-25, 26-24, 13-15 |
| 19ª giornata - 15 febbraio 2020 Hala MOSiR, Piła           | PTPS               | 0 - 3 | Wrocław        | 17-25, 17-25, 18-25               |
| 20ª giornata - 22 febbraio 2020 Hala Łuczniczka, Bydgoszcz | Pałac Bydgoszcz    | 3 - 0 | PTPS           | 25-8, 25-17, 25-12                |
| 21ª giornata - 26 febbraio 2020 Hala MOSiR, Piła           | PTPS               | 3 - 0 | Wisła Warszawa | 25-12, 25-11, 25-9                |
| 22ª giornata - 29 febbraio 2020 Hala Podpromie, Rzeszów    | Developres Rzeszów | 3 - 0 | PTPS           | 25-20, 30-28, 25-13               |

## Statistiche

### Statistiche di squadra
| Competizione          | Punti | In casa | In casa | In casa | In trasferta | In trasferta | In trasferta | Totale | Totale | Totale |
| Competizione          | Punti | G       | V       | P       | G            | V            | P            | G      | V      | P      |
| --------------------- | ----- | ------- | ------- | ------- | ------------ | ------------ | ------------ | ------ | ------ | ------ |
| Liga Siatkówki Kobiet | 28    | 11      | 3       | 8       | 11           | 7            | 4            | 22     | 10     | 12     |
| Totale                | -     | 11      | 3       | 8       | 11           | 7            | 4            | 22     | 10     | 12     |

G = partite giocate; V = partite vinte; P = partite perse

### Statistiche dei giocatori
| Giocatore      | Liga Siatkówki Kobiet | Liga Siatkówki Kobiet | Liga Siatkówki Kobiet | Liga Siatkówki Kobiet | Liga Siatkówki Kobiet | Totale | Totale | Totale | Totale | Totale |
| Giocatore      | P                     | PT                    | AV                    | MV                    | BV                    | P      | PT     | AV     | MV     | BV     |
| -------------- | --------------------- | --------------------- | --------------------- | --------------------- | --------------------- | ------ | ------ | ------ | ------ | ------ |
| Ż. Baran       | 19                    | 208                   | 182                   | 23                    | 3                     | 19     | 208    | 182    | 23     | 3      |
| K. Bednarek    | 21                    | 120                   | 63                    | 50                    | 7                     | 21     | 120    | 63     | 50     | 7      |
| D. Dąbrowska   | 0                     | 0                     | 0                     | 0                     | 0                     | 0      | 0      | 0      | 0      | 0      |
| J. Gawlak      | 19                    | 97                    | 47                    | 34                    | 16                    | 19     | 97     | 47     | 34     | 16     |
| R. Hnatyszyn   | 7                     | 1                     | 1                     | 0                     | 0                     | 7      | 1      | 1      | 0      | 0      |
| M. Janiszewska | 1                     | 1                     | 0                     | 0                     | 1                     | 1      | 1      | 0      | 0      | 1      |
| E. Kajzer      | 17                    | 2                     | 2                     | 0                     | 0                     | 17     | 2      | 2      | 0      | 0      |
| A. Kazała      | 14                    | 143                   | 136                   | 6                     | 1                     | 14     | 143    | 136    | 6      | 1      |
| S. Kucharska   | 22                    | 85                    | 36                    | 30                    | 19                    | 22     | 85     | 36     | 30     | 19     |
| O. Markiewicz  | 0                     | 0                     | 0                     | 0                     | 0                     | 0      | 0      | 0      | 0      | 0      |
| A. Pawłowska   | 11                    | 0                     | 0                     | 0                     | 0                     | 11     | 0      | 0      | 0      | 0      |
| G. Ponikowska  | 17                    | 72                    | 43                    | 25                    | 4                     | 17     | 72     | 43     | 25     | 4      |
| M. Saad        | 22                    | 0                     | 0                     | 0                     | 0                     | 22     | 0      | 0      | 0      | 0      |
| P. Słonecka    | 22                    | 280                   | 237                   | 28                    | 15                    | 22     | 280    | 237    | 28     | 15     |
| O. Urban       | 22                    | 200                   | 171                   | 15                    | 14                    | 22     | 200    | 171    | 15     | 14     |

P = presenze; PT = punti totali; AV = attacchi vincenti; MV = muri vincenti; BV = battute vincenti